# Tendé (Niger)
Tendé ist ein Dorf in der Landgemeinde Tarka in Niger.

## Geographie
Das Dorf liegt am südlichen Rand der Landschaft Tegama. Es befindet sich rund 77 Kilometer nördlich des Hauptorts Belbédji der Landgemeinde Tarka und des Departements Belbédji, das zur Region Zinder gehört. Zu den Siedlungen in der näheren Umgebung von Tendé zählen Aderbissinat im Norden, Intabanaout im Südwesten und Eghadé im Nordwesten.
Tendé ist Teil der Übergangszone zwischen Sahara und Sahel. Die durchschnittliche jährliche Niederschlagsmenge beträgt hier zwischen 200 und 300 mm. Die Mare de Tendé ist ein kleiner, nicht ständig wasserführender See. Der in einer Niederung gelegene Wald von Tendé erstreckt sich über eine Fläche von 5000 Hektar und steht unter Naturschutz.

## Geschichte
Bei einem nach der Ernährungskrise von 2005 von der dänischen Sektion von CARE International von 2006 bis 2009 durchgeführten Projekt zur Vorbeugung und Bewältigung von Ernährungskrisen wurde in Tendé wie in 50 weiteren Orten in Niger ein gemeinschaftliches Frühwarn- und Notfallsystem aufgebaut.

## Bevölkerung
Bei der Volkszählung 2012 hatte Tendé 421 Einwohner, die in 61 Haushalten lebten. Bei der Volkszählung 2001 betrug die Einwohnerzahl 355 in 64 Haushalten.
Die Bevölkerungsdichte in diesem Gebiet ist gering und liegt bei unter 10 Einwohnern je Quadratkilometer.

## Wirtschaft und Infrastruktur
Tendé liegt in einer Zone des Nomadismus. Von den ortsansässigen Tuareg werden Kamele gezüchtet. An der Mare de Tendé wird Bewässerungsfeldwirtschaft betrieben. Es gibt eine Schule im Dorf. Das nigrische Unterrichtsministerium richtete 1996 gemeinsam mit dem Welternährungsprogramm der Vereinten Nationen zahlreiche Schulkantinen in von Ernährungsunsicherheit betroffenen Zonen ein, darunter eine für Nomadenkinder in Tendé.